# Andrea di Bari
Andrea (... – 1078) fu arcivescovo di Bari dal 1062 ad almeno il 1066, e probabilmente per un periodo più lungo. Nel 1066 si recò a Costantinopoli, dove ad un certo punto si convertì al giudaismo. Quindi fuggì nell'Egitto fatimide musulmano e vi rimase fino alla morte, avvenuta nel 1078.

## Biografia
Andrea è attestato nei documenti ecclesiastici dell'arcivescovado di Bari, ma in modo molto sommario: la Anonymi Barensis Chronicon, cronaca barese dell'inizio del XII secolo che copre gli anni dall'855 al 1118, menziona solo la sua elevazione ad arcivescovo nel 1062, il viaggio a Costantinopoli nel 1066 e la sua scomparsa nel 1078.
Tuttavia, Obadiah il Proselito, un altro convertito all'ebraismo ed emigrato in Egitto circa una generazione dopo, fu commosso e ispirato dalla storia di Andrea e la registrò nelle sue memorie. Questa autobiografia, nota come "Rotolo di Obadiah", è stata conservata nella Geniza del Cairo, una raccolta di circa 350 000 documenti accumulati nella sinagoga Ben Ezra del Vecchio Cairo, in Egitto, dal IX al XIX secolo, e da allora dispersi in biblioteche e collezioni di tutto il mondo. Nel corso del XX secolo sono stati identificati quattordici frammenti del Rotolo, ora a Budapest, Cambridge e New York.
I frammenti della Collezione Kaufmann Genizah, nella Biblioteca dell'Accademia ungherese delle Scienze di Budapest, furono scoperti dal direttore del Seminario rabbinico Alexander Scheiber che li pubblicò nel 1954. In uno dei frammenti, Abdia racconta la storia di cui si parlava molto, quando Obdia ancora si chiamava Giovanni, giovane figlio di una nobiltà minore e che viveva con i genitori nella piccola città italiana di Oppido Lucano:
Lì passarono su di lui sofferenze e difficoltà; si alzò e fuggì per la sua vita di fronte agli incirconcisi che cercavano di ucciderlo; ma il Signore Dio d'Israele lo salvò dalle loro mani in purezza. Molti salirono dietro di lui e, osservando le sue gesta, fecero come lui: anche loro entrarono nell'alleanza del Dio vivente.
Poi l'uomo andò nella metropoli d'Egitto e vi abitò fino al giorno della sua morte. Il nome del re d'Egitto a quei tempi era al-Mustansir e il nome del suo vezir era Badr al-Jamali.
La notizia dell'arcivescovo Andrea giunse a tutta la Lombardia, ai saggi della Grecia e ai saggi di Roma, che è il luogo del trono del regno di Edom. I saggi greci e tutti i saggi di Edom si vergognarono quando sentirono la notizia su di lui.»
Nel Medioevo, la conversione del clero cattolico all'ebraismo era praticamente sconosciuta e si conoscono solo due casi di alto profilo:
- Dagli Annales Bertiniani apprendiamo che nell'838 il diacono franco Bodo si convertì all'ebraismo, fuggì dalla corte di Aquisgrana di Ludovico il Pio e si stabilì nella Spagna musulmana. Mentre era lì, intraprese un dibattito teologico con Álvaro di Cordova, ebreo convertito al cristianesimo (ci sono pervenute alcune delle lettere che si scambiarono).[10]
- Nel De diversitate temporum, il cronista benedettino Adalberto di Metz riporta la storia di Wecelinus, un chierico al servizio del duca di Carinzia Corrado I, parente dell'imperatore dei Romani Enrico II il Santo. Nell'anno 1005 o 1006, Wecelinus si convertì, andò a vivere con gli ebrei di Magonza e polemizzò pubblicamente contro il cristianesimo; un breve scritto, conservato da Alpert, fece infuriare l'imperatore a tal punto da nominare un suo chierico di corte per confutarlo.[11] In particolare, solo pochi anni dopo, nel 1012, Enrico II espulse tutti gli ebrei dalla città di Magonza, anche se per un breve periodo.[12]